# Mollisiopsis lobkovicensis
Mollisiopsis lobkovicensis är en svampart som beskrevs av Svrcek 1987. Enligt Catalogue of Life ingår Mollisiopsis lobkovicensis i släktet Mollisiopsis, ordningen disksvampar, klassen Leotiomycetes, divisionen sporsäcksvampar och riket svampar, men enligt Dyntaxa är tillhörigheten istället släktet Pyrenopeziza, familjen Dermateaceae, ordningen disksvampar, klassen Leotiomycetes, divisionen sporsäcksvampar och riket svampar. Arten är reproducerande i Sverige. Inga underarter finns listade i Catalogue of Life.